# 前762年
| 千纪： | 前1千纪 |
| 世纪： | 前9世纪 \| 前8世纪 \| 前7世纪 |
| 年代： | 前790年代 \| 前780年代 \| 前770年代 \| 前760年代 \| 前750年代 \| 前740年代 \| 前730年代 |
| 年份： | 前767年 \| 前766年 \| 前765年 \| 前764年 \| 前763年 \| 前762年 \| 前761年 \| 前760年 \| 前759年 \| 前758年 \| 前757年                                                                                      |
| 纪年： | 己卯年（免年）；周平王九年；周攜王九年；魯惠公七年；齊莊公三十三年；晉文侯十九年；秦文公四年；楚蚡冒二年；宋武公四年；衛武公五十一年；陳平公十六年；蔡釐侯四十八年；曹惠伯三十四年；鄭武公九年；燕鄭侯三年 |

## 大事記
- 秦文公東獵至汧、渭二地。[1]

## 逝世
- 蔡釐侯，蔡國國君。[2]